# Treibermast
Treibermast ist auf eineinhalbmastigen Schiffen (Yawl und Ketsch) eine andere Bezeichnung für den Besanmast.
Daneben ist der Treibermast auch ein Mast auf Schiffen mit sieben Masten. Es gab bisher nur ein solches Schiff, die Thomas W. Lawson. Da im englischen System die Vereinheitlichung der Mastbenennung fehlt, gab es verschiedene Systeme, ihre Masten zu benennen:
- Fock-, Groß-, Kreuz-, Mittel-, Tanzer-, Treiber-, Besanmast (engl.: fore, main, mizzen, middel, driver, pusher, spanker) Man hat hier den "pusher mast" mit "Treibermast" übersetzt. Diese Benennung orientiert sich am deutschen System, in dem an mittlerer Stelle der Mittelmast gefahren wird, der im englischen System selten vorkommt.
- Fock-, Groß-, Kreuz-, Tanzer-, Treiber-, Schieber-, Besanmast (engl.: fore, main, mizzen, jigger, driver, pusher, spanker) Standardübersetzung von "driver mast" mit "Treibermast"
- Fock-, Groß-, Kreuz-, Besan-, Tanzer, Treiber, Schiebermast (engl.: fore, main, mizzen, spanker, jigger, driver, pusher) So waren die Masten beim Stapellauf benannt. Im Deutschen nannte man sie nie so, da hier der Besanmast immer der Letzte ist.